# Edinson Chávez
Edinson José Chávez Quiñónez (Ventanilla, Callao, 20 de noviembre de 1993) es un futbolista peruano. Juega como lateral derecho y su equipo actual es el Sport Boys de la Liga1 de Perú. 

## Trayectoria
Edinson Chávez se inició en las divisiones inferiores de la Academia Cantolao. Fichó por el Sporting Cristal al cierre del libro de pases del Descentralizado 2012 y debutó profesionalmente el 15 de julio de ese año, jugando en el Estadio Alberto Gallardo ante el Unión Comercio. Chávez ingresó por Irven Ávila en el segundo tiempo, el marcador final del partido fue triunfo celeste por 2-0. El joven futbolista fue uno de los cambios habituales de Roberto Mosquera esa temporada, en que finalmente se alzaría con el título tras vencer en las finales a Real Garcilaso.
Durante la temporada 2013, Chávez tuvo muy pocas oportunidades en el primer equipo. En el 2014, bajo la dirección técnica de Daniel Ahmed, Chávez reinventó su posición pasando a ser el lateral derecho titular del equipo (en un inicio su posición era la de mediocampista). Marcó su primer gol oficial en el Torneo Apertura de ese año, en el triunfo de su equipo por 3-2 ante Juan Aurich jugando en Chiclayo.
Chávez disputó por segunda vez una final nacional luego de ganar el Torneo Clausura de ese año, esta vez ante Juan Aurich. Fue titular en el primer partido (empate 2-2) y en el segundo (empate 0-0) de los play-off. En el tercer y definitivo partido de las finales, Chávez no arrancó de titular, pero hizo su ingreso en el minuto 103' de la prórroga cuando el partido se encontraba empatado a dos goles. En el minuto 113', tras un pase largo de Yoshimar Yotún, el recién ingresado futbolista empalmó un remate de derecha que venció la portería del Aurich, marcando así el gol que a la postre sería el del título número 17 para el Sporting Cristal.
Edinson Chávez renovó por toda la temporada 2015 con Cristal.

## Clubes
| Club                    | País    | Año       |
| ----------------------- | ------- | --------- |
| Budapest Honved FC U-19 | Hungría | 2008      |
| Academia Cantolao       | Perú    | 2009-2011 |
| Sporting Cristal        | Perú    | 2012-2019 |
| Cusco F. C.             | Perú    | 2020      |
| Alianza Universidad     | Perú    | 2021      |
| Ayacucho F. C.          | Perú    | 2022      |
| Alianza Lima            | Perú    | 2023      |
| Sport Boys              | Perú    | 2024      |

## Estadísticas

### Clubes
Actualizado al último partido disputado el 29 de octubre de 2023.
| Club                                                                                      | Div.          | Temporada     | Liga  | Liga  | Copas nacionales(1) | Copas nacionales(1) | Copas internacionales(2) | Copas internacionales(2) | Total | Total |
| Club                                                                                      | Div.          | Temporada     | Part. | Goles | Part.               | Goles               | Part.                    | Goles                    | Part. | Goles |
| ----------------------------------------------------------------------------------------- | ------------- | ------------- | ----- | ----- | ------------------- | ------------------- | ------------------------ | ------------------------ | ----- | ----- |
| Sporting Cristal · Perú                                                                   | 1.ª           | 2012          | 13    | 0     | —                   | —                   | —                        | —                        | 13    | 0     |
| Sporting Cristal · Perú                                                                   | 1.ª           | 2013          | 7     | 0     | —                   | —                   | 0                        | 0                        | 7     | 0     |
| Sporting Cristal · Perú                                                                   | 1.ª           | 2014          | 30    | 4     | 3                   | 0                   | 0                        | 0                        | 33    | 4     |
| Sporting Cristal · Perú                                                                   | 1.ª           | 2015          | 7     | 1     | 7                   | 0                   | 3                        | 0                        | 17    | 1     |
| Sporting Cristal · Perú                                                                   | 1.ª           | 2016          | 23    | 0     | —                   | —                   | 0                        | 0                        | 23    | 0     |
| Sporting Cristal · Perú                                                                   | 1.ª           | 2017          | 26    | 0     | —                   | —                   | 2                        | 0                        | 28    | 0     |
| Sporting Cristal · Perú                                                                   | 1.ª           | 2018          | 26    | 0     | —                   | —                   | 0                        | 0                        | 25    | 0     |
| Sporting Cristal · Perú                                                                   | 1.ª           | 2019          | 15    | 1     | —                   | —                   | 1                        | 0                        | 21    | 1     |
| Sporting Cristal · Perú                                                                   | Total club    | Total club    | 147   | 6     | 10                  | 0                   | 6                        | 0                        | 163   | 6     |
| Cusco F. C. · Perú                                                                        | 1.ª           | 2020          | 19    | 0     | —                   | —                   | 1                        | 0                        | 20    | 0     |
| Cusco F. C. · Perú                                                                        | Total club    | Total club    | 19    | 0     | —                   | —                   | 1                        | 0                        | 20    | 0     |
| Alianza Universidad · Perú                                                                | 1.ª           | 2021          | 21    | 2     | —                   | —                   | 0                        | 0                        | 21    | 2     |
| Alianza Universidad · Perú                                                                | Total club    | Total club    | 21    | 2     | —                   | —                   | 0                        | 0                        | 21    | 2     |
| Ayacucho F. C. · Perú                                                                     | 1.ª           | 2022          | 20    | 0     | 2                   | 0                   | 4                        | 0                        | 26    | 0     |
| Ayacucho F. C. · Perú                                                                     | Total club    | Total club    | 20    | 0     | 2                   | 0                   | 4                        | 0                        | 26    | 0     |
| Alianza Lima · Perú                                                                       | 1.ª           | 2023          | 13    | 0     | —                   | —                   | 2                        | 0                        | 15    | 0     |
| Alianza Lima · Perú                                                                       | Total club    | Total club    | 13    | 0     | —                   | —                   | 2                        | 0                        | 15    | 0     |
| Total carrera                                                                             | Total carrera | Total carrera | 220   | 8     | 12                  | 0                   | 13                       | 0                        | 245   | 8     |
| (1) Incluye datos de la Copa Inca . (2) Incluye datos de la Copa Libertadores de América. |               |               |       |       |                     |                     |                          |                          |       |       |

## Palmarés

### Campeonatos nacionales
| Título                    | Club             | País | Año  |
| ------------------------- | ---------------- | ---- | ---- |
| Primera División del Perú | Sporting Cristal | Perú | 2012 |
| Primera División del Perú | Sporting Cristal | Perú | 2014 |
| Primera División del Perú | Sporting Cristal | Perú | 2016 |
| Primera División del Perú | Sporting Cristal | Perú | 2018 |

### Torneos cortos
| Título           | Club             | País | Año  |
| ---------------- | ---------------- | ---- | ---- |
| Torneo Clausura  | Sporting Cristal | Perú | 2014 |
| Torneo de Verano | Sporting Cristal | Perú | 2018 |
| Torneo Apertura  | Sporting Cristal | Perú | 2018 |
| Torneo Apertura  | Alianza Lima     | Perú | 2023 |